# NGC 5223
NGC 5223 (другие обозначения — UGC 8553, MCG 6-30-40, ZWG 190.25, PGC 47822) — эллиптическая галактика (E) в созвездии Гончие Псы.
Этот объект входит в число перечисленных в оригинальной редакции «Нового общего каталога».